# Leyes de Ešnunna
Las Leyes de Ešnunna,  Código de Eshnunna o Bilalama, es una compilación de leyes hallada en la ciudad-Estado mesopotámica de Ešnunna, atribuida a algún rey desconocido de la misma, quizá Bilalama o Dadusha. En cualquier caso fue compilado a comienzos del periodo paleobabilónico, cuando Ešnunna controlaba la cuenca del río Diyala. Son 200 años anteriores al Código de Hammurabi y posee más de 60 artículos, escritos en acadio.

## Descripción
Contienen impuestos a materias primas y disposiciones legales sobre alquileres, salarios, préstamos, esclavos, relaciones familiares, propiedades y violencia física. Carece de prólogo y epílogo, al contrario de lo que sucede en otros códigos de la época, aunque también pudo haberlos tenido y no conocerse, dado el mal estado de conservación en el que nos ha llegado. La mayoría de las penas aplican la ley del talión.